# Stjepan Markulin
Stjepan Markulin (Zagreb, 20. srpnja 1885. – 15. svibnja 1940.) bio je hrvatski pravnik i publicist.

## Životopis
Rođen je 20. srpnja 1885. u Zagrebu. Diplomirao je i doktorirao pravo te se od 1912. bavio odvjetništvom. Dana 9. studenog 1906. suosnivač je Hrvatskog katoličkog akademskog društva Domagoj, a kasnije i njegov predsjednik. Također je bio predsjednik Hrvatskoga katoličkoga narodnoga saveza i Hrvatskoga katoličkoga seniorata te potpredsjednik Hrvatskoga katoličkoga kasina.
Godine 1916. pokrenuo je niz „Knjige katoličkog života”. Dao je tiskati „Sveto pismo Novoga zavjeta” u prijevodu Franje Zagode. Godine 1936. suorganizirao je hrvatski nastup na svjetskoj izložbi katoličkoga tiska u Vatikanu, a 1939. organizirao je Prvi kongres hrvatske katoličke štampe.
Bio je član Matice hrvatske, Hrvatske pučke stranke te Hrvatskoga radiše. Godine 1920. bio je gradski zastupnik. Umro je 15. svibnja 1940. godine.

## Počasti

### Odlikovanja
- Odličje Za Crkvu i papu (1923.).[1]

### Članci
- Susonivač glasovitoga »Domagoja« 15. svibnja 1940. umro veliki promicatelj katoličkoga tiska Stjepan Markulin. Glas Koncila. Zagreb. 2021 journal zahtijeva |journal= (pomoć)

## Vanjske poveznice
Ostali projekti
|  | Zajednički poslužitelj ima još gradiva o temi Stjepan Markulin |